# Centromerus succinus
Centromerus succinus là một loài nhện trong họ Linyphiidae.
Loài này thuộc chi Centromerus. Centromerus succinus được Eugène Simon miêu tả năm 1884.